# Bergmannovo pravidlo

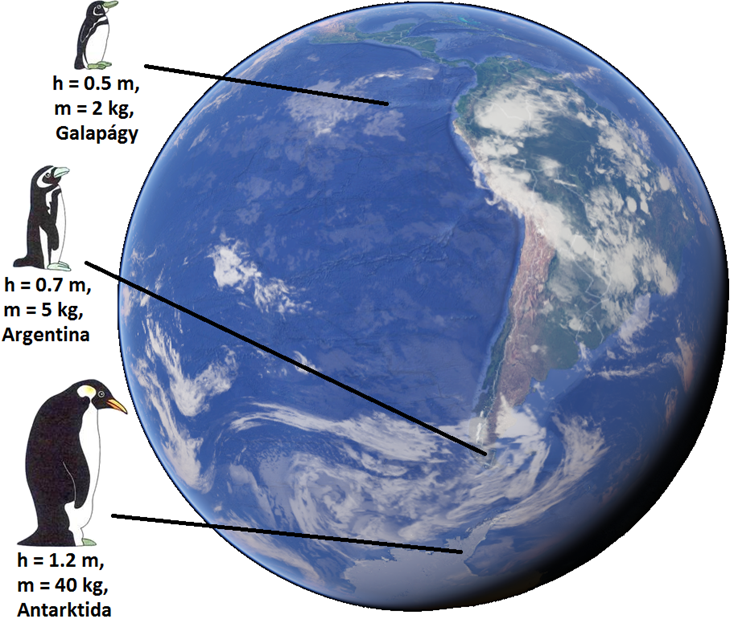
Bergmannovo pravidlo – Výška h a hmotnost m tučňáků v závislosti na podnebí planety Země (tučňák galapážský, tučňák magellanský a tučňák císařský)

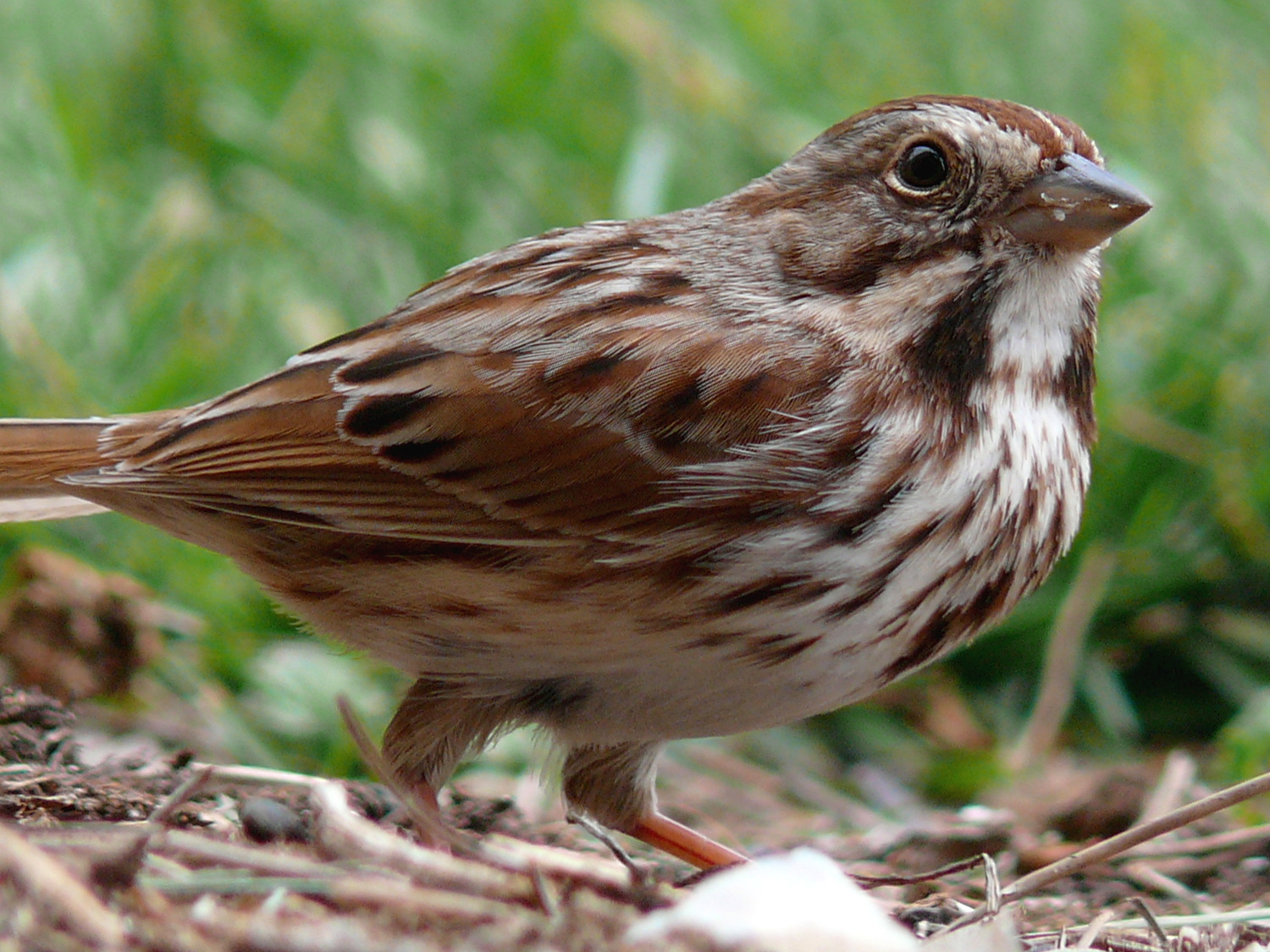
Dobrým příkladem Bergmannova pravidla je strnadec zpěvný (Melospiza melodia). Jedinci z severu Ameriky jsou výrazně větší než jejich příbuzní z amerického jihozápadu

Bergmannovo pravidlo je biologické adaptační pravidlo, které říká, že teplokrevní (endotermní) živočichové v teplých oblastech – blíže rovníku, dosahují rozměrů menších než jejich příbuzní v oblastech s chladným podnebím – ve vyšších zeměpisných šířkách. Ve studených oblastech se totiž vyplatí mít malý poměr povrchu k objemu, aby nedocházelo ke ztrátám tepla. Velké těleso má tento poměr menší.
Tuto poučku vyslovil v roce 1847 německý vědec Christian Bergmann.
Nicméně Bergmanovo pravidlo není absolutně platné, protože vyjadřuje statistický trend přírody (tj. platí ve většině případů). Bergmannovo pravidlo popisuje pouze celkovou velikost zvířat, ale nezahrnuje části těla jako Allenovo pravidlo říkající, že teplokrevní (endotermní) živočichové v oblastech s chladnějším podnebím – ve vyšších zeměpisných šířkách, budou mít kratší a silnější končetiny. Obě pravidla platí u endotermů obecně. U hmyzu ale různé druhy téhož rodu na zeměpisnou šířku mohou reagovat způsobem nepředvídatelným.
V souvislosti s globálním oteplováním by se podle Bergmannova pravidla dalo předpokládat, že průměrná velikost živočichů obývající oblasti s rostoucími teplotami se bude zmenšovat. I když u řady živočichů skutečně byla zaznamenána snižující se velikost, bývá spíše dávána do souvislosti s fenotypovou plasticitou než s geneticky řízenou adaptací.